# ティールアンドホワイトリボン
ティールアンドホワイトリボン（英: teal and white Ribbon ）とは、子宮頸がん啓発活動のシンボルとしてアメリカを中心に世界中で活用されているとされる。ティールとは、英語で“コガモ”を意味しており、コガモの頭から首にかけての羽の色も表す。Cascading Style Sheetsで色を表す場合の値は「#008080」とされている。ティール＆ホワイトリボンとも。
また、ティールアンドホワイトリボンはアウェアネス・リボン（社会運動、もしくは社会問題に対してさりげない支援の声明を出す方法）でもある。
子宮頸がんは、特に20～30代の若い女性で増加する傾向にある。
若い年代での発症が増えているのは、性体験の低年齢化が原因だと考えられている。
また、子宮頸がんで亡くなる女性は年間3,500人近く(2008年厚生労働省「人口動態統計」)に達しており、これは毎日約7人の割合で子宮頸がんが原因で死亡していることになる。

## 日本におけるティールアンドホワイトリボン
日本でのティールアンドホワイトリボン運動が一般的に認知されるようになったのは、2010年代に入ってからである。子宮頸がん予防ワクチンが日本で承認されたことがきっかけだと言われている。
- 2010年6月、企業CSR活動として株式会社ポイント[2]が日本の企業で初めて子宮頸がん無料クーポンを発行された。
- 2010年9月、団体「リボンムーブメント」からティールアンドホワイトリボンストラップ[3]の販売が開始された。